# توسعه نفت سالیم
توسعه نفت سالیم (انگلیسی: Salym Petroleum Development) شرکت اکتشاف و تولید نفت روس است، که در سال ۱۹۹۶ تأسیس شد.